# نیروی دریایی انقلاب کوبا
نیروی دریایی انقلاب کوبا (اسپانیایی: Marina de Guerra Revolucionaria‎) نیروی دریایی زیرمجموعه نیروهای مسلح انقلاب کوبا است، که در سال ۱۹۵۹ تأسیس شد.